# Emile Sherman
Emile Sherman est un producteur de cinéma australien.

## Biographie
Il fait des études à l'université de Nouvelle-Galles du Sud, où il obtient un Bachelor of Laws et un Master of Arts.
En 2008, il fonde See-Saw Films avec le producteur anglais Iain Canning,. Il fait partie du conseil d'administration de l'école de cinéma Sydney Film School (en) et d'un autre côté est directeur de Voiceless, un institut lié à la protection animale créé par son père et sa sœur,.

## Filmographie

### Cinéma
- 2000 : Sample People (en) de Clinton Smith
- 2002 : Le Chemin de la liberté de Phillip Noyce
- 2003 : The Night We Called It a Day (en) de Paul Goldman
- 2003 : The Honourable Wally Norman (en) de Ted Emery
- 2003 : Ned (en) de Abe Forsythe
- 2004 : Oyster Farmer d'Anna Reeves
- 2006 : Candy de Neil Armfield
- 2006 : Le Secret de Kelly-Anne de Peter Cattaneo
- 2007 : Control d'Anton Corbijn
- 2008 : Hunger de Steve McQueen
- 2008 : Disgrâce de Steve Jacobs
- 2008 : Le Sens de la vie pour 9,99 $ de Tatia Rosenthal
- 2009 : Mary et Max d'Adam Elliot
- 2010 : Oranges and Sunshine de Jim Loach
- 2010 : Le Discours d'un roi de Tom Hooper
- 2010 : Wog Boy 2: Kings of Mykonos (en) de Peter Andrikidis
- 2010 : South Solitary (en) de Shirley Barrett
- 2011 : Shame de Steve McQueen
- 2012 : Dead Europe (en) de Tony Krawitz
- 2013 : Tracks de John Curran
- 2015 : Life d'Anton Corbijn
- 2015 : Mr. Holmes de Bill Condon
- 2015 : Slow West de John MacLean
- 2018 : Marie Madeleine (Mary Magdalene) de Garth Davis
- 2018 : Les Veuves (Widows) de Steve McQueen
- 2019 : Ammonite de Francis Lee
- 2021 : The Power of the Dog de Jane Campion
- 2022 : La Ruse (Operation Mincemeat) de John Madden
- 2022 : The Son de Florian Zeller
- 2023 : Une vie (One Life) de James Hawes

### Télévision
- 2013 : Top of the Lake (Mini-Série) de Jane Campion et Garth Davis

## Distinctions

### Récompenses
- Oscars 2011 : Oscar du meilleur film pour Le Discours d'un roi, conjointement avec Iain Canning et Gareth Unwin
- BAFTA 2011
  - BAFA du meilleur film pour Le Discours d'un roi, conjointement avec Iain Canning et Gareth Unwin
  - BAFA du meilleur film britannique pour Le Discours d'un roi, conjointement avec Iain Canning et Gareth Unwin

### Nominations
- BAFTA 2012 : nomination de Shame pour le BAFA du meilleur film britannique